# 輝け!噂のテンベストSHOW
『輝け!噂のテンベストSHOW』（かがやけ!うわさのテンベストショー）とは、1995年10月19日から1997年3月13日までよみうりテレビ・ハウフルスの共同制作、日本テレビ系列で毎週木曜21:00 ‐ 21:54（JST）に放送され、関口宏と三宅裕司が司会を務めてきたバラエティ番組のシリーズ。『テンベストSHOW』とも称される。
本項ではリニューアル版である『新テンベストSHOW』（しんテンベストショー）についても述べる。

## 輝け!噂のテンベストSHOW
三宅裕司が進行役をしていた「EXテレビ」月曜日（1994年3月終了）で人気コーナーであった「今週のヒットパレード」の内容を引き継ぐ形で、1995年10月19日より、司会（番組内では「水先案内人」）に関口宏、進行役に三宅裕司を据え、当時話題となっている人物や事柄をランキング形式で紹介していく番組としてスタートした情報バラエティ番組。
1996年4月からはランキング形式を排し、それまで“進行”となっていた三宅裕司を新たに司会に加える形で大幅にリニューアルされ、後の『どっちの料理ショー』に連なる関口vs三宅の対決スタイルが形作られた。
スポンサーは、体裁上月曜22時台と枠交換する形で『関口宏のびっくりトーク ハトがでますよ!（番組終了時点のタイトル）』のセールスを引き継ぎ、前半は積水化学グループ単独提供、後半はP&Gを筆頭とした複数社提供となっていた。しかし、1996年4月からは前後半のセールスが統一され、積水化学を筆頭とする複数社提供に移行された。
1996年9月12日で終了し、翌10月からは『新テンベストSHOW』（後述）へ引き継がれた。

### 番組構成
1995年10月 - 1996年3月
毎週当時の流行りそうなものをベスト10形式に紹介してゆき、三宅がVTR前に5人のパネラー陣（+2人の司会者）がどれだけ関心がありそうかを見て5つ星満点（ミヤケ星）でつけてトークしてゆくスタイルで、番組の最後にVTRに出てきた人やトークに出てきた人の中からヒロシボシ（大きい銀色の星形クッション）を選ぶ。しかし、パネラーの意見を無視して司会者の独断で決めたりすることもあった。
1996年4月 - 1996年9月
関口・三宅双方が紹介したVTRに対し、6人のパネラー陣が入れた得点を競う形式となっており、持ち点は各自5点、総計30点満点となっている。これを5回戦まで行い、総得点の多い側が勝者となる。勝った側は次週の放送で番組の冠タイトルになり「○○の輝け!噂のテンベストSHOW」というタイトルになった。また10勝することにより銅像が建てられるという権利も与えられており、10勝した関口側が立てた銅像は、以後『ニッポン旅×旅ショー』に至るまで木曜21時台の番組のセットの一部として飾られた。

## 新テンベストSHOW
1996年10月17日より開始。料理バラエティ番組としてスタートした新シリーズは、前シリーズ後半のコンセプトを受け継ぎ、司会や出演者も『輝け!〜』から続投の者が多い。
放送は1997年3月13日で終了したが、本番組で確立されたルールやコンセプトは続く『どっちの料理ショー』にも形を変えて引き継がれた。

### 番組構成
左からそれぞれT,E,N,B,E,S,Tの文字を模した7つの席に座るパネラーたちが、関口・三宅がそれぞれ紹介する料理を多数決によって選び、多い側が料理を食べられるという方式。負けた方の料理は食べられなくなるため撤収となるが、料理が数品にも及んだため、視聴者から「食べずに撤収とはけしからん」の批判が出た。この反省から、後の『どっちの料理ショー』では一品ずつの紹介に落ち着いた。
また選択肢も、1st・2nd時には「関口側」「やや関口側」「半々」「やや三宅側」「三宅側」の5つが用意され、ラストオーダーでは「関口側」「三宅側」のどちらかに絞られる。後半になると、1st・2ndの意思表示の時でなくても、関口もしくは三宅のノリで意思表示の時間になるなどもしていた。
双方の料理の紹介VTRは「ようこそ（料理名）へ」に始まり、双方の料理の魅力を語り、双方の料理のおいしい店を3店ずつ紹介したりなどして、最後に「ロケで出会った食べ人たち」という双方の料理を食べる姿が交互に映し出された。その際のBGMは、前期には加山雄三の『旅人よ』、後期には爆風スランプの『旅人よ 〜The Longest Journey』がそれぞれ選曲された。

### 番組の勝敗データ
表内の数字は関口（レッド）・三宅（イエロー）の勝利数。
太字は勝者
| 放送日          | 関口宏（13勝）       | 関口宏（13勝） | 三宅裕司（6勝）  | 三宅裕司（6勝） |
| 放送日          | 料理名               | シェフ         | 料理名           | シェフ          |
| --------------- | -------------------- | -------------- | ---------------- | --------------- |
| 1996年 10月17日 | 天丼                 | 斉藤辰夫       | かつ丼           | 清水隆史        |
| 10月24日        | ボンゴレ             | 永作達宗       | ボロネーゼ       | 空閑利幸        |
| 10月31日        | 大トロ               | 斉藤辰夫       | 霜降り牛肉       | 西川清博        |
| 11月7日         | 焼売                 | 河合鉱造       | 餃子             | 堀内眞二        |
| 11月14日        | 東京ラーメン         | 河合鉱造       | 博多ラーメン     | 堀内眞二        |
| 11月21日        | ピザ                 | 永作達宗       | 関西風お好み焼き | 清水隆史        |
| 11月28日        | 欧風カレー           | 宮本滋         | インドカレー     | 三木敏彦        |
| 12月5日         | すき焼き             | 近藤一樹       | しゃぶしゃぶ     | 清水隆史        |
| 12月12日        | ふぐ鍋               | 近藤一樹       | かに鍋           | 清水隆史        |
| 1997年 1月9日   | エビクリームコロッケ | 永作達宗       | ハンバーグ       | 空閑利幸        |
| 1月16日         | おでん               | 近藤一樹       | 焼き鳥           | 清水隆史        |
| 1月23日         | ハヤシライス         | 宮本滋         | オムライス       | 空閑利幸        |
| 1月30日         | カレーパン           | 空閑利幸       | 肉まん           | 河合鉱造        |
| 2月6日          | エビのチリソース     | 河合鉱造       | 麻婆豆腐         | 堀内眞二        |
| 2月13日         | 親子丼               | 近藤一樹       | 天津丼           | 堀内眞二        |
| 2月20日         | ペスカトーレ         | 空閑利幸       | カルボナーラ     | 永作達宗        |
| 2月27日         | アワビの姿煮         | 河合鉱造       | フカヒレの姿煮   | 堀内眞二        |
| 3月6日          | 鯛めし               | 近藤一樹       | ちらし寿司       | 清水隆史        |
| 3月13日         | 醤油ラーメン         | 河合鉱造       | ソース焼きそば   | 堀内眞二        |

## 出演者
- 司会：関口宏、三宅裕司（1996年3月までは「進行」）
- レギュラーパネラー：神田うの（「噂」のみ）、草彅剛（「新」では6枠="E"席）、山田五郎（「新」では7枠="T席"）
- ナレーション：森田めぐみ、大山尚雄、デイヴ・フロム、野田圭一、武田広

## スタッフ
（☆は「噂」、●は「新」。無印は共通）
- 構成：浜田悠、中本真利子☆、山屋美晴、海老克哉●、杉山文三枝●、青木和佳●、竹友美佳●
- リサーチ：オフィスゲイム（岡田知之、竹友美佳）☆、熊谷壽久●
- 技術：TPブレーン
- SW：藤本敏行
- カメラ：小川利行
- 調整：瀧本恵司☆、塚本修●
- 音声：平澤晃
- 照明：照明技術
- 美術：綿谷登（読売テレビ）、立原英生（ジーケン・アート）☆、大日方恵美（ジーケン・アート）●
- タイトルデザイン：金原明彦
- タイトルCG：エナック
- スタイリスト：大江宏明（関口宏担当）、MINNIE CORPRATION
- 生花：丸美花園●
- テーブルコーディネート：マンダリン工房●
- ロケ技術：キースコーポレーション☆、ウィズ☆、ヌーベルバーグ、TPブレーン●
- 編集・MA：ザ・チューブ 山田宏司・前島真一→谷澤宗明
- 音効：今野直秀
- TK：石橋葉子
- 広報：岡本潤一・菱田千佳（読売テレビ）、野元佳子（日本テレビ）
- AP：渡辺正人、バーバラ・ローリ
- 制作進行：永井宏明
- ディレクター：若目田光弘☆、浅倉隆☆、菊地悌二☆、畑山あゆみ☆、千葉隆弥☆、門脇泰久☆、川崎大志☆、高橋研●、山崎陽宏●、新保文朗●、宇梶英二●
- 演出：武田幹治☆、石野隆己・高城健一郎・新保文朗（ハウフルス）☆
- 総合演出：菅原正豊（ハウフルス）
- プロデューサー：南中佑介（読売テレビ）、津田誠（ハウフルス）
- チーフプロデューサー：木村良樹（読売テレビ）☆、山岸正人（読売テレビ）●
- 資料協力：日本テレビ、NHK●
- 協力：辻調グループ校●、辻調理師専門学校●、エコール・キュリネール国立●
- 収録スタジオ：アクト、芝公園スタジオ（現：東京タワースタジオ）
- 制作：読売テレビ、ハウフルス

## 関連番組
- 関口・邦子のびっくりトーク ハトがでますよ! - 1995年9月まで同系列局で放送されていた関口司会のトーク番組。

| 読売テレビ制作・日本テレビ系列 木曜21時台                                                              | 読売テレビ制作・日本テレビ系列 木曜21時台                                                      | 読売テレビ制作・日本テレビ系列 木曜21時台    |
| 前番組                                                                                                 | 番組名                                                                                         | 次番組                                       |
| --- | ---------------------------------------------------------------------------------------------- | -------------------------------------------- |
| 好きやねん （1995.7.6 - 9.21） 【ここまでドラマ枠】                                                    | 輝け!噂のテンベストSHOW ↓ 新テンベストSHOW （1995.10.19 - 1997.3.13） 【ここからバラエティ枠】 | どっちの料理ショー （1997.4.17 - 2005.3.17） |
| 読売テレビ制作・日本テレビ系列 積水化学前半一社提供番組                                                |                                                                                                |                                              |
| 関口宏のびっくりトーク ハトがでますよ! ↓ 関口・邦子のびっくりトーク ハトがでますよ! ※月曜22:00 - 22:54 | 輝け!噂のテンベストSHOW （1995.10.19 - 1996.3） 【1996年4月以降は複数社提供】                  | （終了）                                     |